# Senlis-le-Sec
Senlis-le-Sec är en kommun i departementet Somme i regionen Hauts-de-France i norra Frankrike. Kommunen ligger i kantonen Acheux-en-Amiénois som tillhör arrondissementet Amiens. År 2022 hade Senlis-le-Sec 320 invånare.

## Befolkningsutveckling
Antalet invånare i kommunen Senlis-le-Sec
| Referens: INSEE |